# 밀양 퇴로리 이씨고가
밀양 퇴로리 이씨고가(密陽 退老里 李氏古家)는 대한민국 경상남도 밀양시 부북면 퇴로리에 거주하는 여주 이씨의 종가이다. 1985년 1월 23일 경상남도의 문화재자료 제112호로 지정되었다.

## 개요
부북면 퇴로리에 거주하는 여주 이씨의 종가로 안채와 사랑채, 별채로 구성되어 있다. 조선 후기 고종 27년(1890) 이익구가 지은 이래 100여년 동안 5대에 걸쳐 집을 옛 그대로 잘 보존하고 있는 전통 가옥이다.

## 참고 문헌
- 밀양 퇴로리 이씨고가 - 국가유산청 국가유산포털